# Albrecht Dürer (festő)
Ifjabb Albrecht Dürer, magyarul Ajtósi Adalbert (Nürnberg, 1471. május 21. – Nürnberg, 1528. április 6.) magyar származású bajor festő, grafikus, könyvkiadó és művészetelméleti író, idősebb Ajtósi Adalbert aranyműves fia. A korai reformáció Bajorországának egyik legkiemelkedőbb művésze, a német reneszánsz legismertebb képviselője hazájában és külföldön egyaránt. Műveinek legjelentősebb részét portrék, oltárképek és más vallásos témájú festmények adják, de számos míves rézkarcot, fametszetet, könyvillusztrációt és önarcképet készített. Kortársai az ókori görög festőhöz, Apellészhez hasonlították, amikor réz- és fametszeteinek kivételes ábrázolóerejét, részletgazdagságát dicsérték.
Fametszetei, mint például az Apokalipszis-sorozat (1498), még őrzik a késő-gótika formai megoldásait. A 15. században virágzó német rézmetsző művészet az ő működésével érte el csúcspontját. Több mint száz rézmetszetet készített, s ezeken a szürke különböző árnyalataival szinte festői tónusokat hozott létre.

## Élete

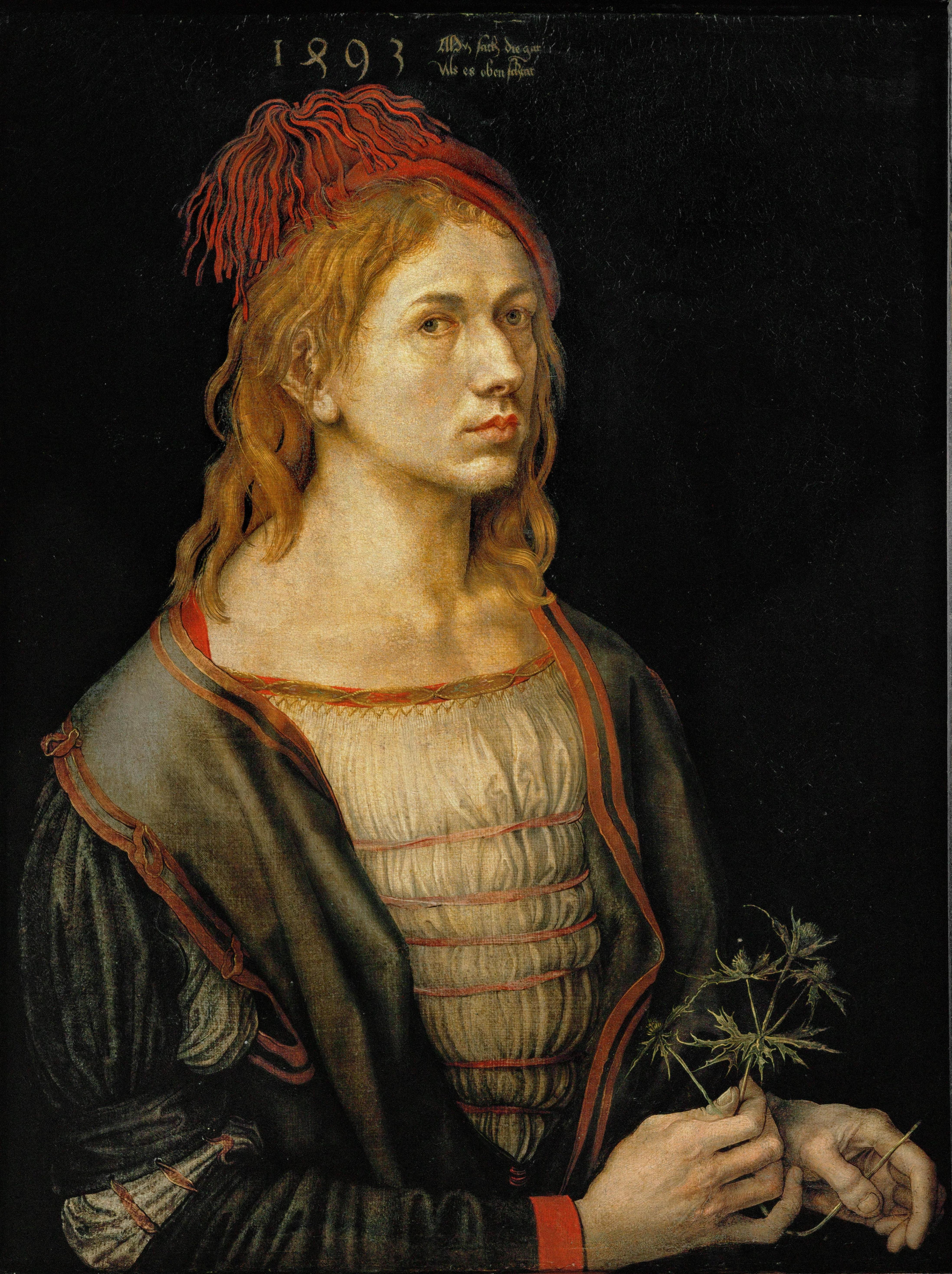
Önarckép iringóval (1493), Louvre

Ősei a Gyula melletti Ajtósról (Eytas) származtak, a falu nevét mint nemesi előnevet használták („ajtósi” németül Türer). Legényvándorlása végeztével id. Ajtósi Adalbert 1455. március 11-én, 28 évesen érkezett vissza Nürnbergbe. 1467-ben házasságot kötött mestere és céhtársa lányával, Barbara Holperrel. Tizennyolc gyermekük született, de csak három fiuk érte meg a felnőttkort. Ifj. Albrecht a harmadik gyermekként 1471. május 21-én látta meg a napvilágot. Apjához és anyai nagyapjához hasonlóan ő is kitanulta az ötvösmesterséget, tanítómestere az édesapja volt. Ebben szerzett jártassága egész életére kihatott.
1486. november 30-án belépett Michael Wolgemut német festő és grafikus jó nevű műhelyébe festőinasnak. Az itt töltött idő alatt alapos mesterségbeli képzést kapott: itt ismerte meg a fametszés technikáját. Vándorévei során (1490–1494) megállt Colmarban, ahol nagy hatással volt rá Martin Schongauer, akinek hagyatékából több rajzot is megszerzett. Ezután Bázelbe, majd Strasbourgba – a német humanizmus egyik központjába – ment. Itt született Önarckép iringóval című műve, amely a nyugati művészet első igazi önarcképe. Valószínűleg menyasszonya számára festette, ugyanis az iringó (szamárkóró, ördögszekér) – a német neve (Feld-Mannstreu) után – a férfihűség ironikus jelképe volt. Feltehetőleg a Rajna középső vidékére és Németalföldre is eljutott.
1494 májusában visszatért Nürnbergbe, és július 7-én feleségül vette Agnes Freyt. 1494 őszén megtette első útját Velencébe. Az itáliai művészettel való találkozása meghatározó volt egész munkásságára. Útközben csodálatos akvarelleket festett és első, 1495 körül készített rézkarcain Andrea Mantegna hatása érezhető.
Az 1509-ben 275 Guldenért megvásárolt, a nürnbergi Tiergärtnertor (Állatkertkapu) tér melletti háza nemcsak lakóházként, hanem műhelyként és boltként is működött. Itt lakott feleségével, anyjával, segédjeivel és inasaival együtt. Az eredeti állapotába helyreállított házban ma múzeum működik.

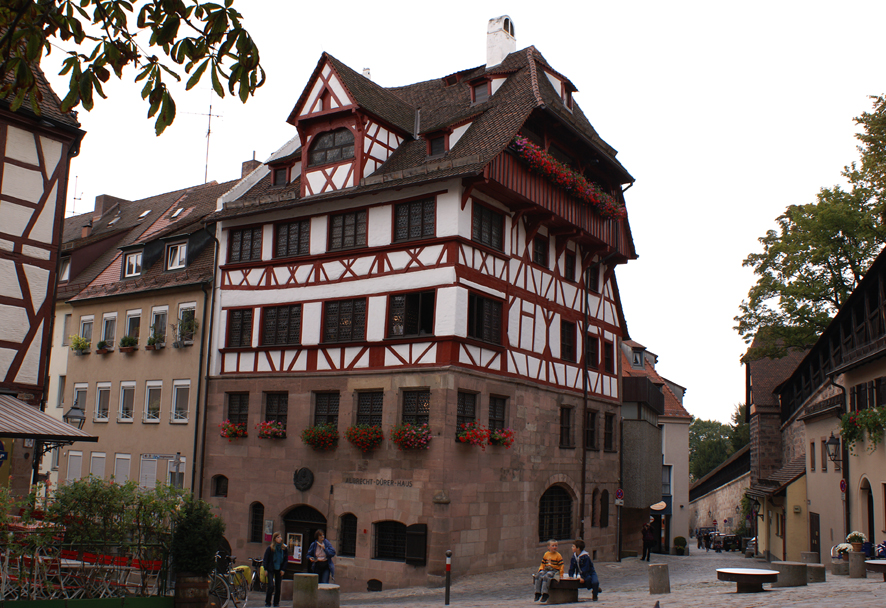
Albrecht Dürer lakóháza Nürnbergben, melyben a műhelye is volt. Ma múzeum.

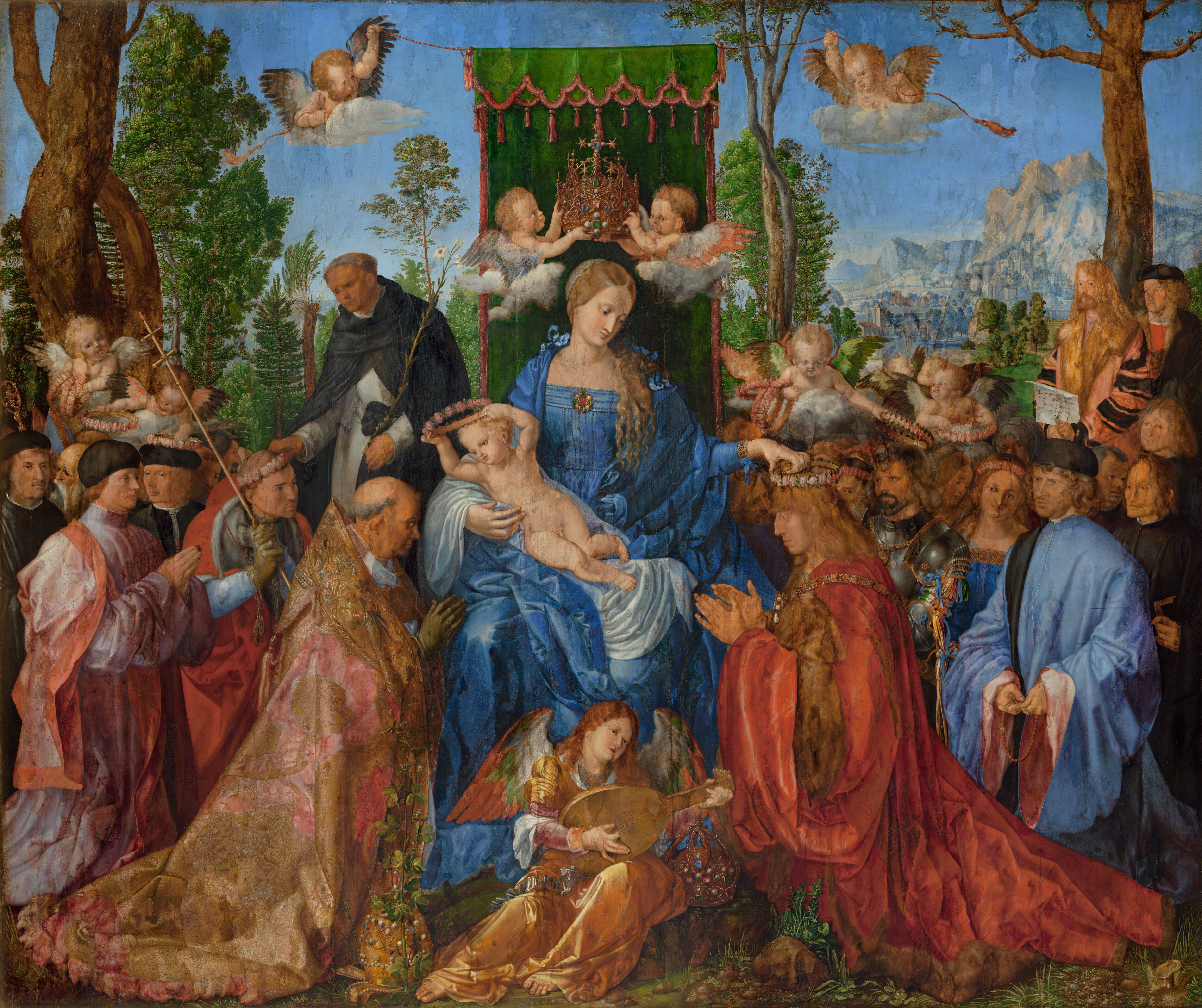
Rózsafüzérünnep

Második velencei útja (1505–1507) során tökéletesen elsajátította a reneszánsz művészet formanyelvét, lemondott az egyetlen szépségideálról és a variációk sokféleségében kereste a tökéletességet. Ez alkalommal már híres művészként érkezett Itáliába és eljutott Bolognába, Ferrarába, talán Rómába is. Élete e korszakát őrzi humanista barátjához, Willibald Pirckheimerhez írt tíz levele. Velencei tartózkodása alatt festette a német kereskedők San Bartolomeo-templomában a Rózsafüzérünnep című oltárképet. A műnek az egész város a csodájára járt. Dürer egyik levelében a dózse és a velencei pátriárka látogatásáról is írt.
1494-ben megismerte az akkor Nürnbergben tartózkodó Bölcs Frigyes szász választófejedelmet, aki élete végéig legfőbb megrendelője lett. Az ő megbízásából készítette 1504-ben a wittenbergi palota kápolnájának nagy szárnyasoltárát, melynek középrésze, a Királyok imádása nagyszerű példája művészetének.
1515-ben Johann(es) Stabiusszal és Conrad Heinfogellel együtt elkészítette az első tudományos csillagtérképet. Társai a koordináta-rendszert szerkesztették és a csillagokat pozicionálták, Dürer pedig a csillagképek rajzait és a metszeteket készítette el. A térkép nemcsak tudományos, hanem művészeti szempontból is jelentős.
Szellemi hagyatékként 1526-ban Nürnberg város tanácsára hagyta Négy apostol címen ismert két táblaképét, amelyekre az Újszövetségből vett idézeteket írt Luther Márton fordításában. Többi humanista kortársához és a fejedelmekhez hasonlóan azokban a zivataros időkben ő is Luther személyébe vetette bizalmát, aki 1518-ban Nürnbergben tartózkodott, s Dürer nekiajándékozta néhány gyönyörű metszetét, 1520-ban németalföldi útja során megszerezte a reformátor néhány fontos írását. Az egész életében hívő keresztény Dürert megragadták Luther tanai, és bár Nürnberg polgárainak többségével néhány tanítványa is csatlakozott a reformációhoz, ő mégis haláláig katolikus maradt.
1424-től Nürnberg őrizte a császári ékszereket, amelyeket minden évben egyszer kiállítottak a vásártéren. 1512-ben a város megbízta a kincseket őrző szekrény nagy ajtóinak díszítésével. Ez volt az egyetlen megbízás, amelyet a művész a szülővárosától kapott. Ebben az évben kedvező változás történt életében: az akkor Nürnbergben tartózkodó Miksa császár benne találta meg azt a művészt, aki meg tudja valósítani nagyszabású terveit. A neki dolgozó számos művész közül egyedül Dürer kapott életjáradékot. A festő három arcképet is készített a császárról.
Néhány kisebb utazáson kívül, amelyeket például Svájcba vagy Augsburgba tett, mindössze három nagy utazást tett életében. A két hosszabb itáliai útja után, 1520-ban feleségével együtt Németalföldre utazott. Az utazás elsődleges célja az volt, hogy V. Károllyal megerősíttesse a Miksa császártól addig kapott életjáradékot. Emellett meglátogatta a gazdagságukról híres németalföldi városokat és megismerkedett a kor legjelentősebb németalföldi festőivel. Késői művein nyomot hagyott a németalföldi festészet technikája, színvilága és kompozíciós stílusa.
Élete vége felé elméleti műveinek kiadásával foglalkozott. Ezek a művek új gondolataikkal nagy hatással voltak a kortársakra. Ezekbe barátja és kollégája, Jacopo de’ Barbari elméletét is felhasználta az emberi test arányainak matematikai leírásával.
1528. április 6-án érte a halál. Felesége szüleinek kriptájában helyezték örök nyugalomra, a nürnbergi Szent János-temetőben. Willibald Pirckheimer a halotti búcsúztatóban azt mondta, hogy a halál mindenét elvette, kivéve a dicsőséget, amely fennmarad, amíg csak a Föld létezik.

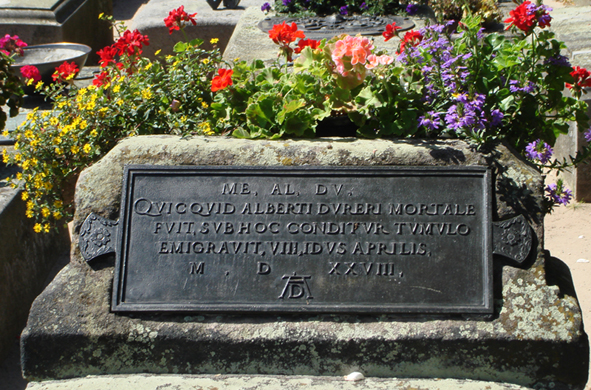
Dürer sírtáblája, melyet barátja, Willibald Pirckheimer helyeztetett a sírra

A sírfelirat szövege:
Mindaz, ami Albrecht Dürerből halandó volt, e domb alatt van eltemetve.

## Művészete

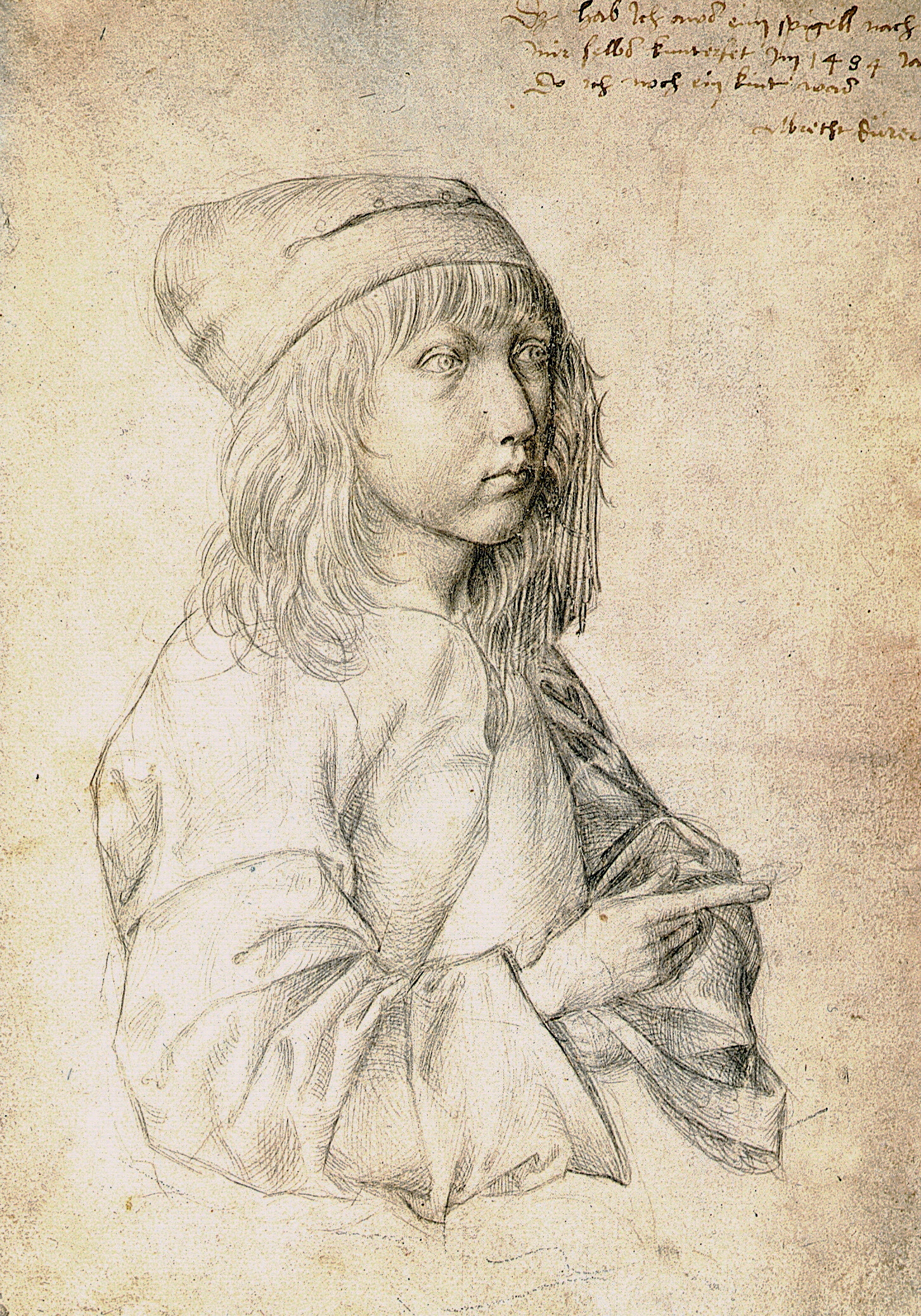
Dürer önarcképe 13 éves korából (1484)

Azon képei, melyeket gyermek- és fiatalkorában készített, páratlan rajztehetségről árulkodnak. Tudunk egy sajnos elveszett, három fejet ábrázoló tanulmányáról, amelyet kilencéves korában készített. Tizenhárom évesen rajzolta a bécsi Albertinában látható önarcképét, mely páratlan megfigyelőképességéről tanúskodik.
A Wolgemut-műhelyben bizonyosan részt vett a híres Schedel-világkrónika elkészítésében, hiszen a kiadó a keresztapja, Anton Koberger volt. Ekkor ismerkedett meg a német késő gótika legnevesebb metszetkészítőinek munkáival, hatásukat tükrözik az ebben a korszakban készült rajzai. Első vándorútján Bázelben és Strasbourgban illusztrációkat készített néhány kiadványhoz, például 1494-ben Sebastian Brant Bolondok hajója című művéhez és Terentius komédiáihoz.
1494 nyarán készült első akvarelljeinek fő témája a táj. Leghíresebb közülük a Taposómalom és a Szent János-temető. Újdonságuk abban rejlik, hogy a táj nem a kompozíció háttereként szerepel, hanem a természet megfigyeléséből kiindulva valóságos emberi lényekkel élénkíti.
Első itáliai útján szerzett benyomásai meghatározták egész további művészetét. Már a Wolgemut-műhelyben látott itáliai metszeteket, le is másolt egy Mantegna-metszetet, olasz kártyákról készített másolatokat. Itáliában Bellinivel való kapcsolata révén ismerte meg többek között Leonardo da Vinci műveit. Megigézték a mozgásban ábrázolt aktok és a mitológiai jelenetek. Sokat foglalkozott a perspektívával és a szépség szabályaival. Itáliából visszatérve szuverén művésszé ért, új szellemben dolgozott tovább. Akvarelljeiben már a tökéletes kompozícióra, világos elrendezésre és hangulatos előadásmódra törekedett. Fejlődésének egyik csúcspontja a Malmok folyóparton című akvarell.

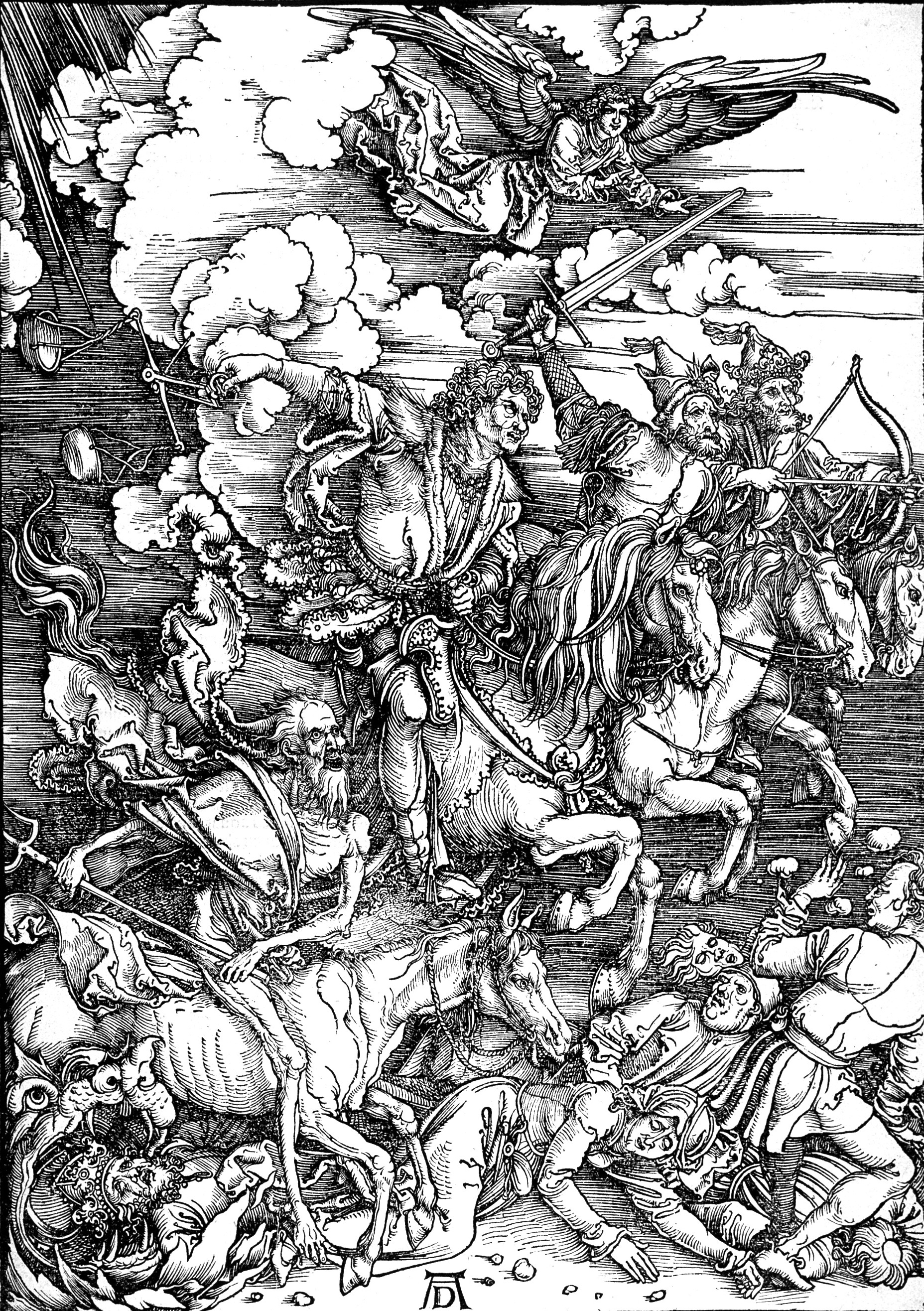
Az Apokalipszis négy lovasa

1498-ban jelent meg a tizenöt fametszetből álló Apokalipszis. Egyszerre adta ki latinul és németül is, egy személyben végezte szerkesztését, kivitelezését és kiadását. A régi technikával szemben a művész vonalazott felülettel érzékeltette a fény- és árnyékhatást. A mű óriási sikert aratott, hiszen a kor számára azokban a zavaros időkben a világ végéről szóló jóslat valóságosnak tűnt. Még két hasonló nagyságú metszetsorozatot készített, a Mária élete és a Nagy Passió sorozatokat.
Témavilága abból a felfogásából származik, mely szerint a művészet egyik legfőbb küldetése a bibliai történetek és a szentek életének megjelenítése. Többnyire Krisztus szenvedését, Mária és a szentek életét ábrázolja. Kevés nagy méretű oltárképet festett. Ezek egyike a Paumgärtner-oltár, amely 1498 és 1504 között készült. A német és itáliai stílus olyan tökéletes egységét valósítja meg, amelyet ritkán múltak felül. Második itáliai útja után festette egy frankfurti kereskedő megbízásából a Heller-oltárt, melynek középrésze egy tűz során megsemmisült.
1500 körül kezdték egyre inkább foglalkoztatni a művészetelméleti problémák. Megismerte az ókori elméleti írókat, köztük Vitruviust. Megpróbálta meghatározni a szép emberi test arányait, kereste törvényszerűségeit, egy sor tanulmányt készített. Ezek eredményeit összegzi az Ádám és Éva című metszet, amely teljesen szakít a gótikus formanyelvvel.
Miksa császár egy történelmi és családtörténeti krónikában akarta megörökítteteni maga és családja dicsőségét. Dürer és műhelye részt vett a Diadalkapu elkészítésében, amelyben 192 darab fametszet egy óriási diadalívvé áll össze. A metszetek a császár és családja történetének epizódjait ábrázolják. Hasonló jellegű mű volt a Diadalmenet. A császár páratlan szépségű breviáriumán rajta kívül több más művész is dolgozott, például id. Lucas Cranach.

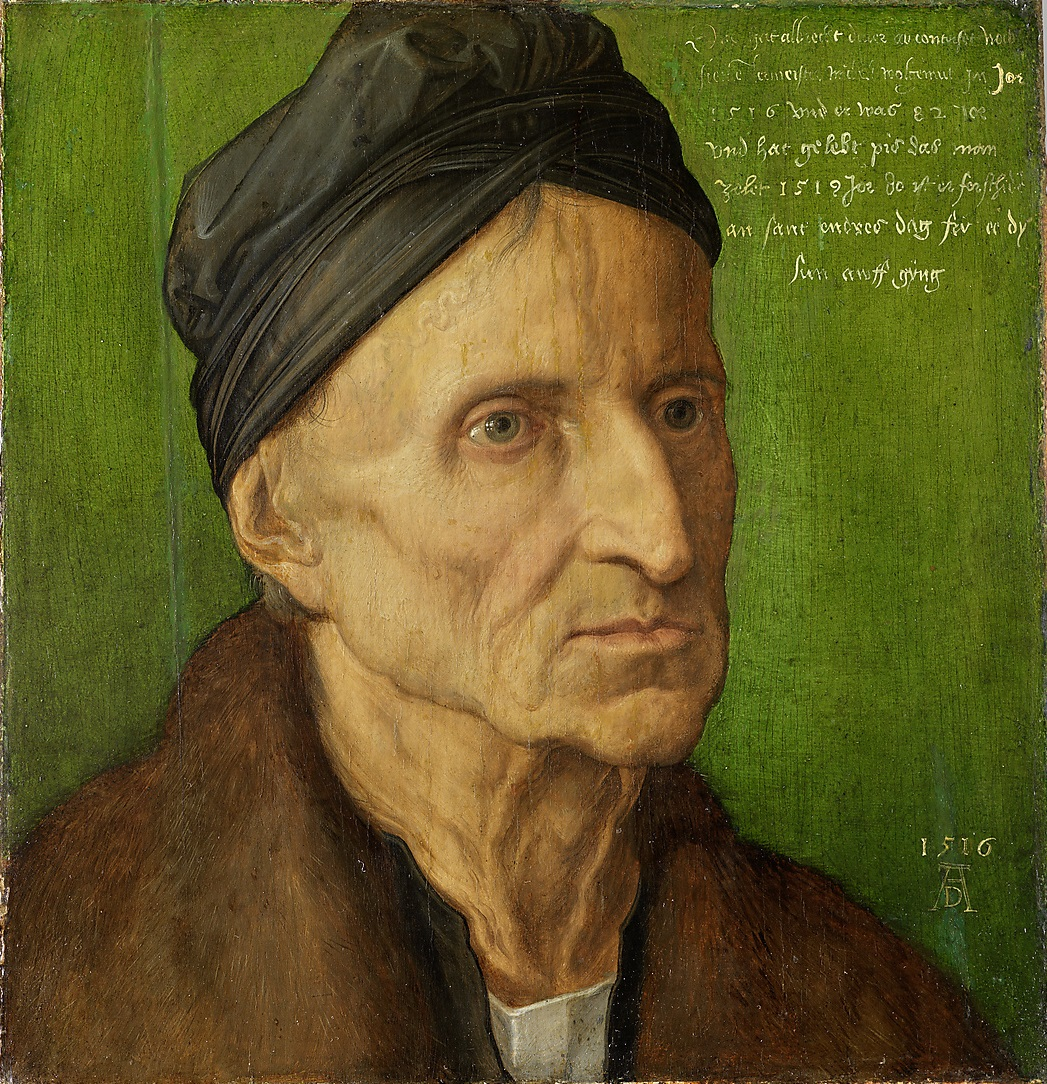
Michael Wolgemut arcképe (1516)

Egész életében foglalkoztatta az arckép. A császárról készített fametszet volt az első tagja annak az arcképsorozatnak, amely nagy jelentőségű személyekről készült. Készített rézmetszetet többek között Rotterdami Erasmusról, Bölcs Frigyesről, Willibald Pirckheimerről. Tökélyre fejlesztette a festett képmás műfaját, azt tartotta, hogy az ember arcát és alakját a halála után is meg kell tudni őrizni. Nem elég a jellegzetes külső vonásokat ábrázolni, a portrénak a személyiséget is vissza kell adnia. 1500-ban festett Önarcképe tökéletesen szimmetrikus, frontális ábrázolással, amely eddig a Krisztus-képek kiváltsága volt. Második itáliai útja után a velencei festészet hatására megtalálta a tökéletes arckép titkát. Idős mesteréről, Michael Wolgemutról készült festményén már az egyéni vonások teljes és mély megértése mutatkozik meg. A kép egy idős, mélységesen komoly, roppant lelkierővel bíró embert mutat be.
Németalföldi útjával kezdődött érett kori arcképeinek sora; ezek közé tartozik Bernhard von Resten képmása, az Előkelő férfi képmása és Johann Kleberg portréja. Ezek a képek nemcsak Dürer, hanem az egész középkori német festészet fő művei.

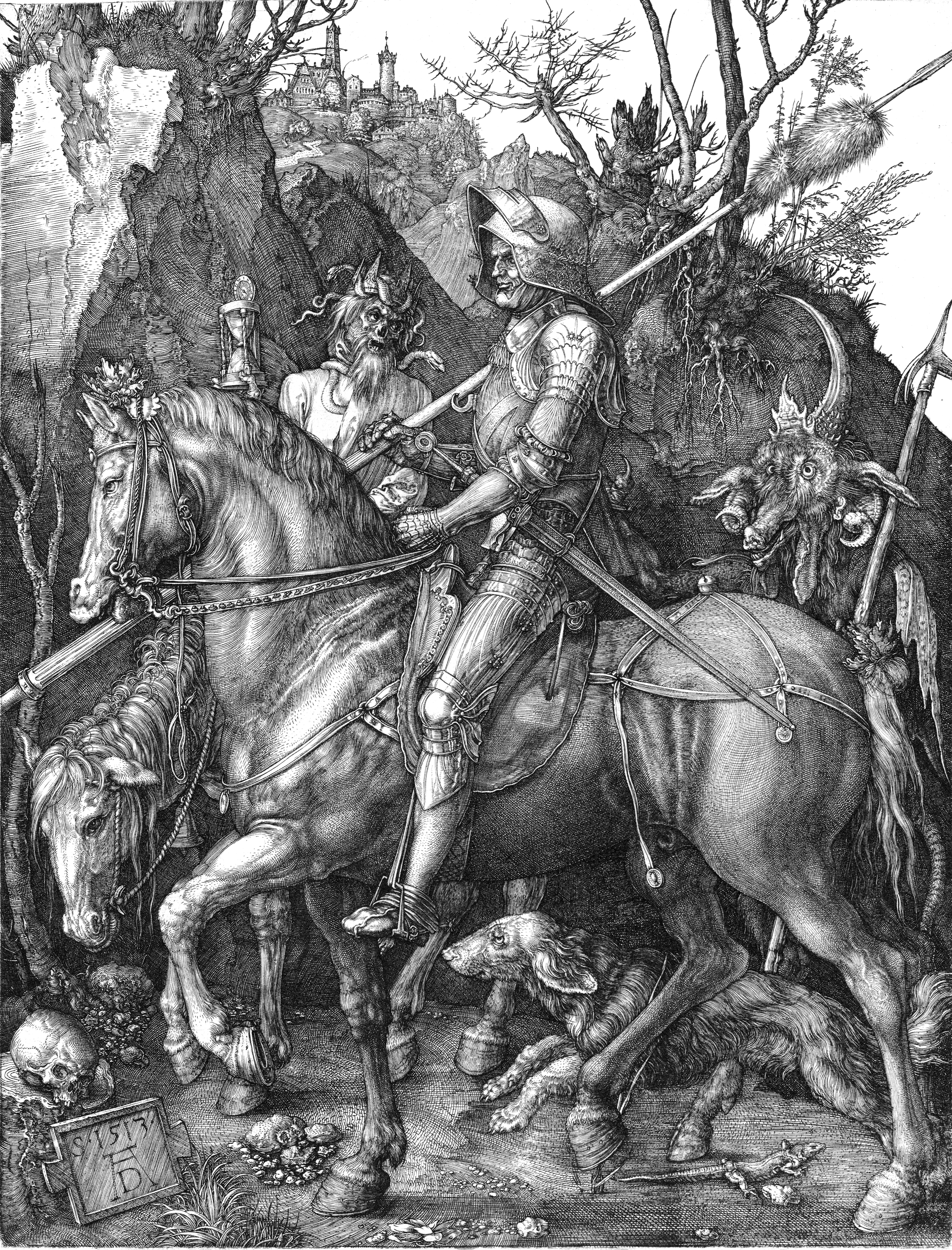
A Lovag, a Halál és az Ördög (1513)

Korának humanizmusát az antik kultúra újrafelfedezése, a teológia tanulmányozása és a nemzettudat kialakulása jellemzi. Ez legjobban híres rézmetszetében, a Melankóliában, valamint a szintén híres Szent Jeromos és A Lovag, a Halál és az Ördög című grafikákban teljesedik ki.
Utolsó éveinek legnagyobb művészi eseménye németalföldi utazása volt. Mély benyomást tettek rá a 15. század mesterei és a kortárs festők művei. A Szent Jeromos című festmény az első, amelyen saját újításai a németalföldi művészet hatásaival ötvöződnek. A csodásan árnyalt, pompás színezésű képen nagy realizmussal és mély lélekelemzéssel hihetetlen formagazdagságot hoz létre.
Élete vége felé szenvedélyesen foglalkozott művészetelméleti kérdésekkel, arányelméleti és geometriai kutatásokkal, 1525-ben megjelent A mérés tankönyve, két évvel később az Erődítéstan, 1528-ban pedig közreadta az Arányelmélet című értekezését. A tudományos megalapozottságú műben elméleti fejtegetések során eljutott az egyetlen szépségideál keresésétől „a tökéletességben megnyilvánuló változatosság” elméletéhez.

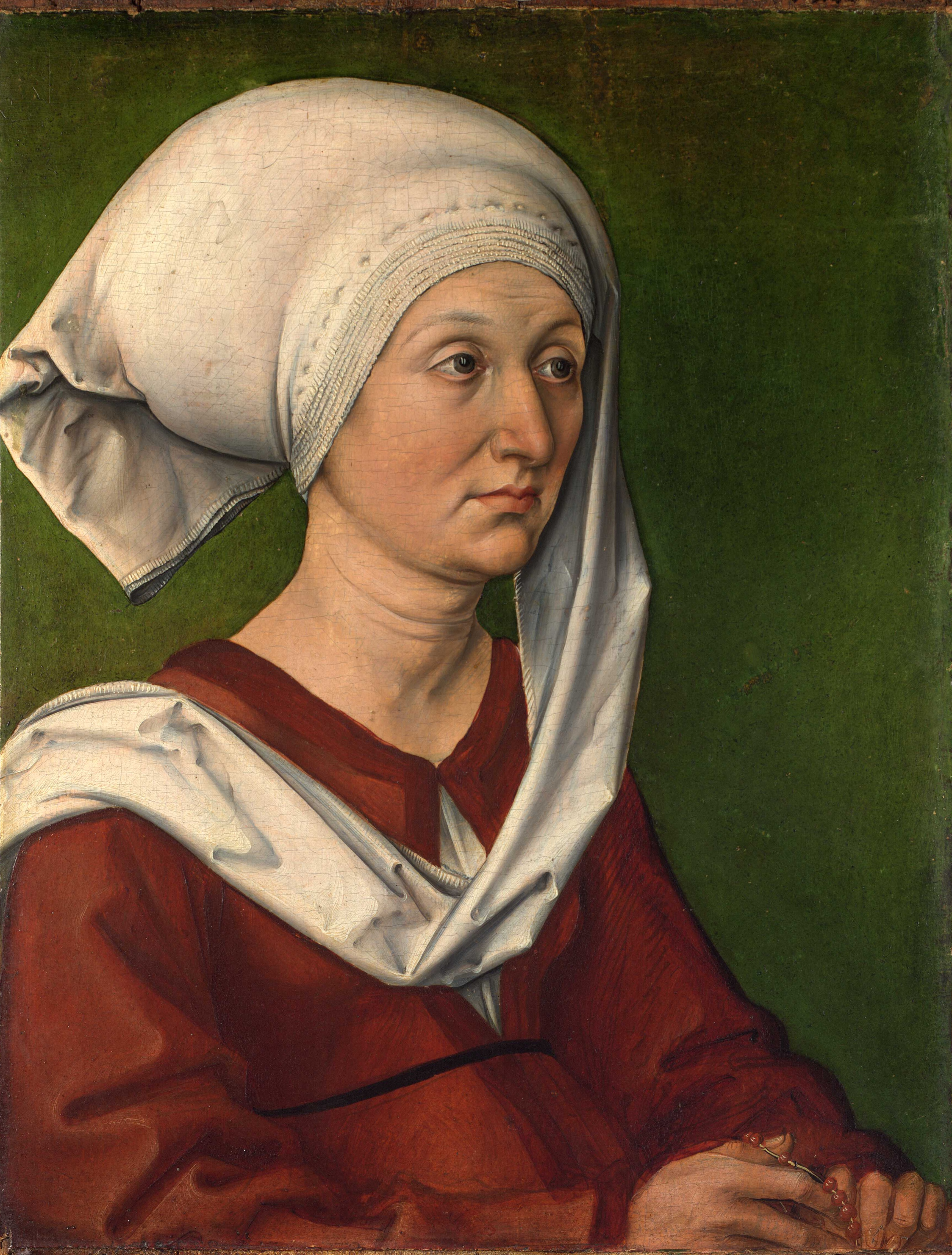
Édesanyja, Barbara Dürer portréja (1490–1493)
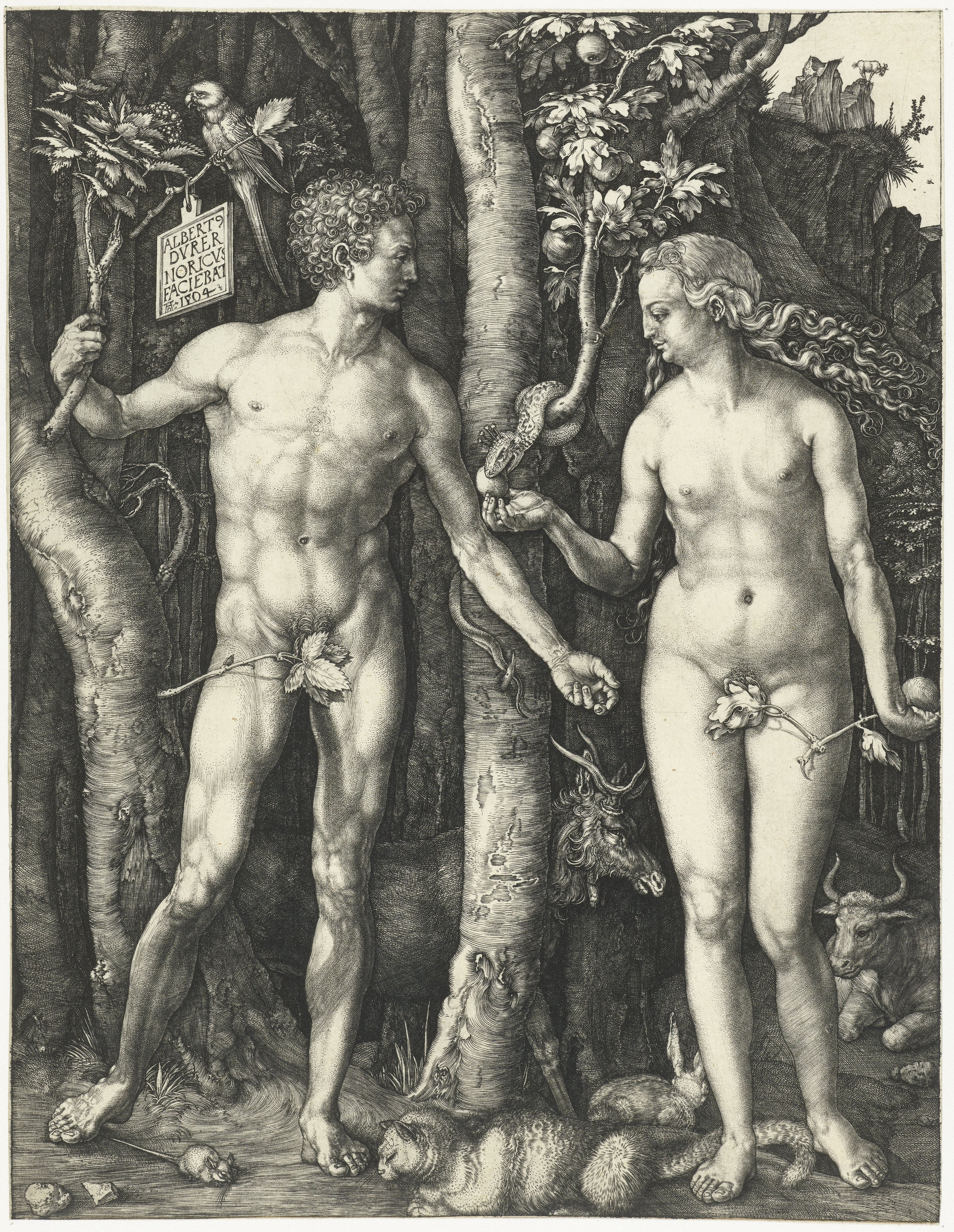
Ádám és Éva (metszet, 1504), Rijksmuseum
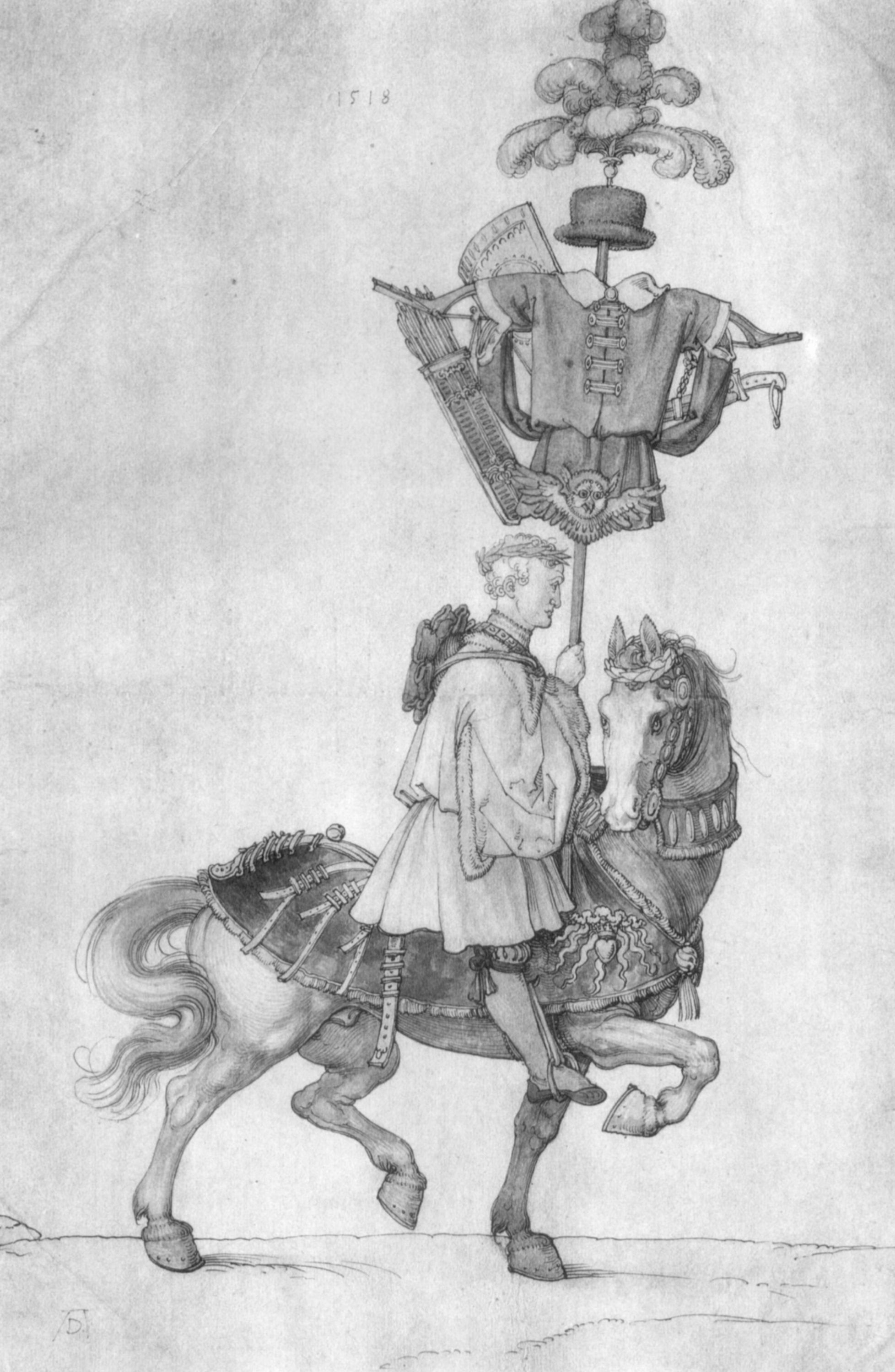
Der große Triumphwagen
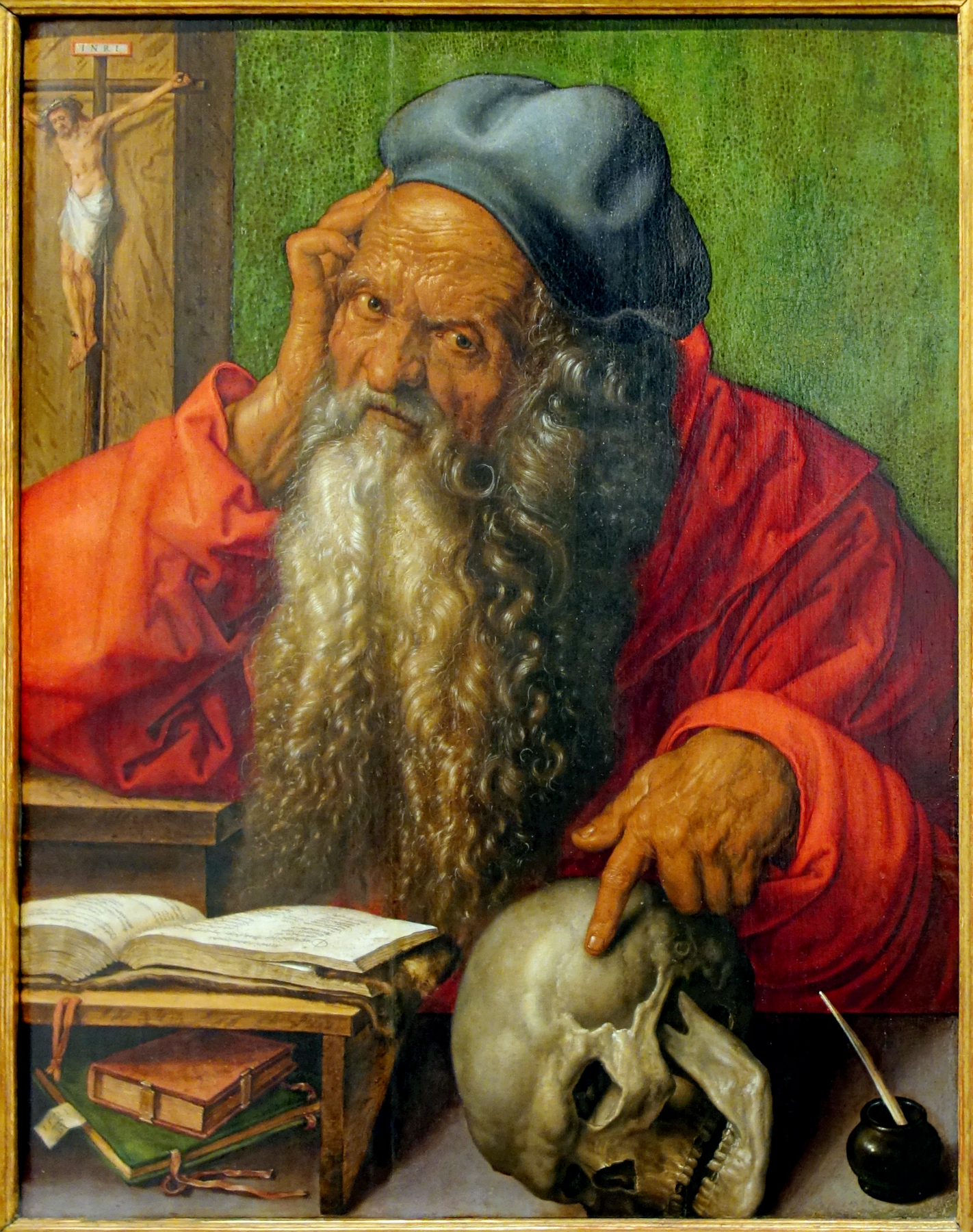
Szent Jeromos (1521)
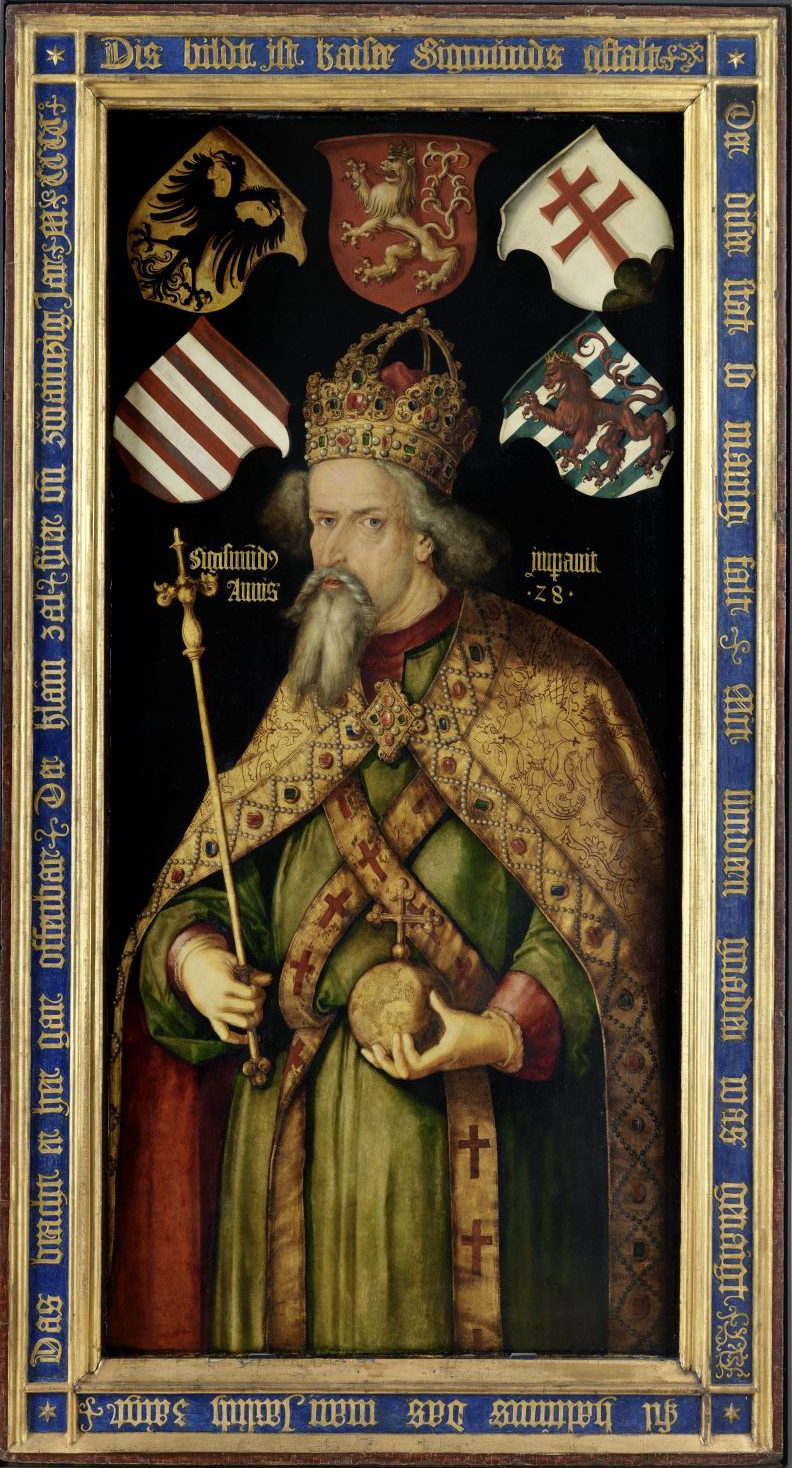
Zsigmond magyar király (1510 körül)

## Híres művei

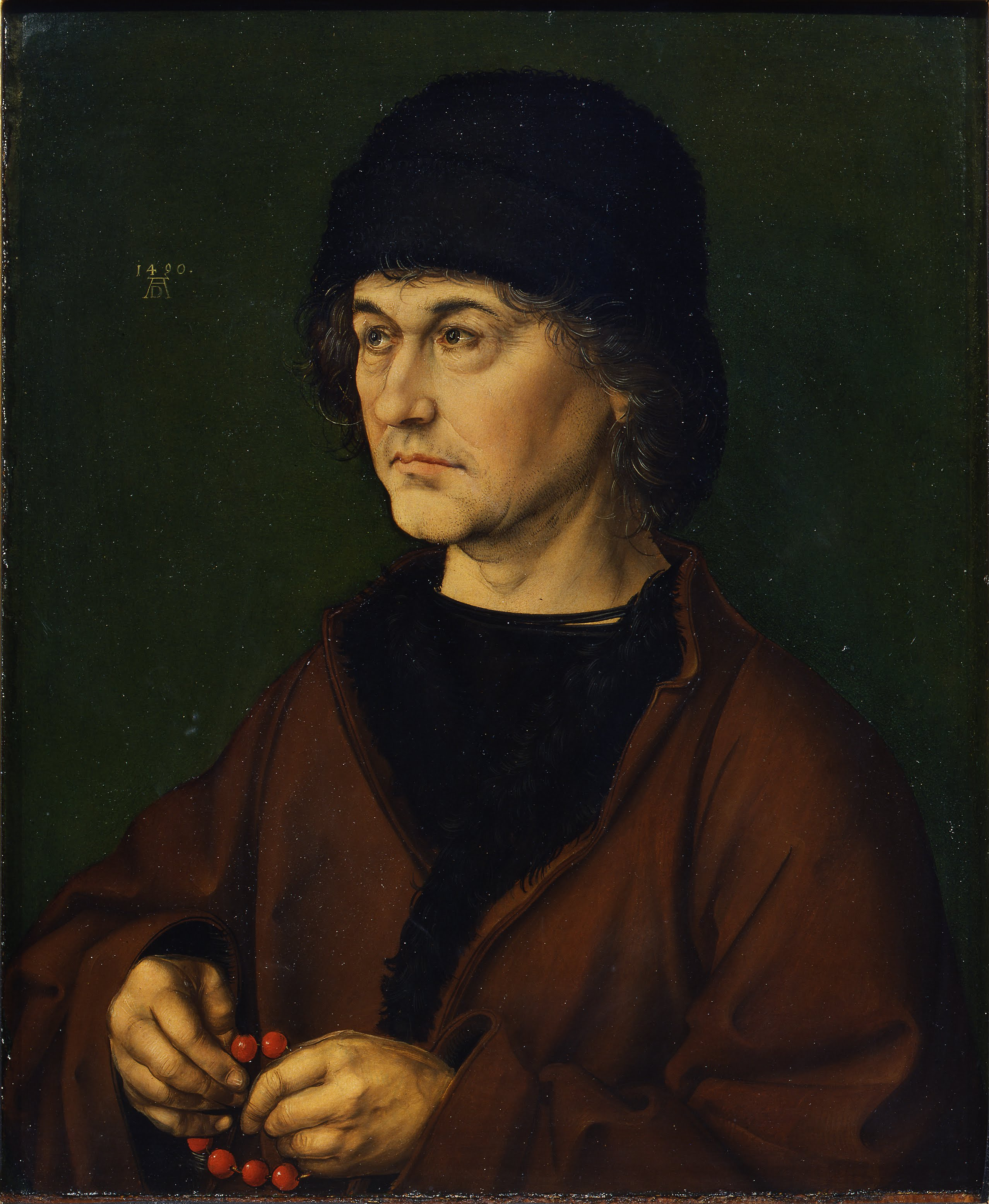
Apja, id. Ajtósi Albrecht (1490)

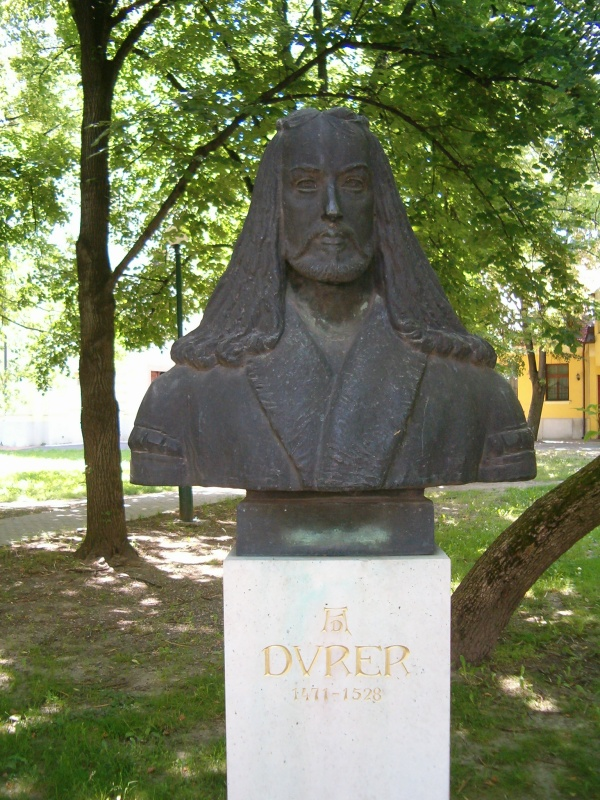
Dürer szobra Gyulán,
Kocsis András alkotása (1963)

- 1484 – Önarckép 13 éves korából, Graphische Sammlung, Albertina, Bécs
- 1489 – Taposómalom, akvarell, Kupferstichkabinett, Berlin
- 1490 – A művész apjának portréja, Galleria degli Uffizi, Firenze
- Erasmus, fekete kréta, Musée du Louvre, Párizs
- 1493 – Önarckép eryngiummal, Musée du Louvre, Párizs
- 1493 – Krisztus, a fájdalmak férfia, Staatliche Kunsthalle, Karlsruhe
- 1493 – Önarckép, Metropolitan Museum of Art, New York
- Kost fordítva meglovagoló boszorkány, rézmetszet, Kupferstichkabinett, Staatliche Museen Preussischer Kulturbesitz, Berlin
- 1494 – Szent Jeromos az erdőben, Fitzwilliam Museum, Cambridge
- 1494 – Orpheusz halála, rézmetszet, Kunsthalle, Hamburg
- A Szűz és a Gyermek egy boltíves folyosó előtt, Fondazione Magnani-Rocca, Parma
- 1497 – A festő apja, National Gallery, London
- 1497 – Négy boszorkány, rézmetszet, The Metropolitan Museum of Art, New York
- A Háromkirályok imádása, rézmetszet
- Szent Brigitta egyik víziója, fametszet
- Alexandriai Szent Katalin, fametszet
- Szent Kristóf viszi a gyermek Krisztust, fametszet
- Angyali üdvözlet, fametszet
- Az Apokalipszis – Négy angyal, fametszet, Bibliothèque Nationale, Párizs
- 1498 – Az Apokalipszis négy lovasa, fametszet
- 1498 – Négy bosszúálló angyal, rézmetszet, British Museum, London
- 1498 – Angyal a Feneketlen Gödör kulcsával, rézmetszet, Kupferstichkabinett, Berlin
- 1498 – Önarckép, Museo del Prado, Madrid
- 1498–1504 – Paumgartner-oltár, Pinakothek, München
- 1499 – Elsbeth Tucher portréja, Staatliche Kunstsammlungen, Kassel
- 1500 – Önarckép szőrmebundában, Pinakothek, München
- 1500 – Templomba készülő nürnbergi nő, toll és akvarell, Graphische Sammlung, Albertina, Bécs
- 1500–03 – A halott Krisztus siratása, Pinakothek, München
- 1502 – Nyúl, tollrajz, Bécs, Albertina Múzeum
- 1501–03 – Poynter-Apollo, Metropolitan Museum of Art, New York
- 1503–04 – A Jabach-oltár, Städelsches Kunstinstitut, Frankfurt
- 1504 – Ádám és Éva, rézmetszet, Metropolitan Museum of Art, New York
- 1504–05 – A napkeleti bölcsek imádása, Galleria degli Uffizi, Firenze
- 1504–1507 – Madonna és a Gyermek, National Gallery of Art, Washington.
- 1505 – Fiatal velencei nő portréja, Kunsthistorisches Museum Wien, Bécs
- 1506 – Rózsafüzérünnep, Prágai Nemzeti Galéria, Prága
- 1506 – Krisztus a tudósok között, Foundation Thyssen-Bornemisza, Madrid
- 1508 – A Tízezrek mártíromsága, Kunsthistorisches Museum Wien, Bécs
- 1508 – Kéztanulmány, Graphische Sammlung, Albertina, Bécs
- 1511 – A Szűz születése, rézmetszet
- 1511 – A Szentháromság imádása, Kunsthistorisches Museum Wien, Bécs
- 1512 – Madonna és a Gyermek, Kunsthistorisches Museum Wien, Bécs
- 1512 – Gyurgyalagszárny, akvarell, Graphische Sammlung, Albertina, Bécs
- A Szentcsalád egy lugasban, Metropolitan Museum of Art, New York
- 1513–14 – A lovag, a Halál és az Ördög, rézmetszet
- 1514 – Szent Jeromos a dolgozószobájában, rézmetszet
- 1514 – Melankólia I, rézmetszet
- 1515 – Rinocérosz, fametszet
- 1516 – Fülöp apostol, tempera, Galleria degli Uffizi, Firenze
- 1516 – Michael Wolgemut portréja, olaj és tempera, Germanisches Nationalmuseum, Nürnberg
- 1516 – Egy egyházfi portréja, National Gallery of Art, Washington
- 1518 – Lucretia, Pinakothek, München
- 1519 – A Szűz és a Gyermek Szent Annával, tempera és olaj, Metropolitan Museum of Art, New York
- 1520 – A tékozló fiú, rézmetszet, British Museum, London
- 1521 – Szent Jeromos, Museu Nacional de Arte Antiga, Lisszabon
- 1521 – Bernhard von Reesen portréja, Gemäldegalerie Alte Meister, Drezda
- 1523 – Az utolsó vacsora, Museum of Fine Arts, Boston
- 1526 – Johann Kleberger portréja, Kunsthistorisches Museum Wien, Bécs
- 1526 – Hieronymous Holzschuher portréja, Gemäldegalerie, Berlin
- 1526 – Philipp Melanchthon portréja, rézmetszet
- 1526 – Négy apostol, olaj, Pinakothek, München

## Magyarul megjelent művei
- A festészetről és a szépségről. Írások, levelek és dokumentumok; ford., jegyz. Harmathné Szilágyi Anna, előszó, szövegválogatás kieg. Végh János; Corvina, Bp., 1982 (Művészet és elmélet)

## Ajánlott irodalom
- Erwin Panofsky: Dürer és klasszikus ókor, In: A jelentés a vizuális művészetekben, Budapest, Gondolat Kiadó, 1984
- Dr. Perjési Klára: A nyitott ajtók és DÜRER und die offenen türen, kétnyelvű (német-magyar) kiadvány, Gyula, Typografika Kft. Gyula város megbízásából, Dürer Nyomda Kft., 2008, ISBN 978-963-9792-07-4